# Alexander Duchnovič
Alexander Vasilyevič Duchnovič  (en rusino, Александeр Духновiч, Topoľa, actual Eslovaquia, entonces Imperio Habsburgo, 24 de abril de 1803- Prešov, 30 de marzo de 1865) escritor, sacerdote, pedagogo y activista social de los pueblos eslavos de los Cárpatos considerado el promotor de diversas manifestaciones culturales de los pueblo rusino.

## Biografía
Su padre era un sacerdote católico oriental y asistió a una escuela húngara en Uzhhorod (1816-1821), estudió filosofía en Košice (1822–1823) y teología en Uzhhorod (1824–1827).
Trabajó como archivista y profesor más tarde y como sacerdote de la iglesia católica oriental en pueblos remotos de Rutenia subcarpática. Más tarde fue notario en Úzhgorod y publicó varias obras en rusino, ruso y húngaro.